# Swedbank
Swedbank AB (pronuncia svedese: [swɛdːbæŋk]) è un gruppo bancario scandinavo con sede a Stoccolma, in Svezia, che offre servizi bancari al dettaglio, gestione patrimoniale, e altri servizi finanziari.

## Storia
La prima banca di risparmio svedese fu fondata a Göteborg nel 1820. Nel 1992, alcune banche di risparmio locali si fusero per creare la Sparbanken Sverige ("Cassa di risparmio Svezia"). Nel 1995, questa banca è stata quotata alla Borsa di Stoccolma e nel 1997 si è fusa con la Föreningsbanken, con il nome di FöreningsSparbanken (abbreviato in FSB). Durante la crisi finanziaria globale degli anni 2000, Swedbank accettò l'assistenza del governo a causa delle sue perdite dovute ai prestiti concessi alle vicine economie dei paesi baltici.
L'8 settembre 2006, la Föreningssparbanken AB ha cambiato nome in Swedbank AB.
L'attuale sede della Swedbank è stata inaugurata nel 2014. L'edificio è stato progettato da 3XM.
Swedbank è una delle banche principali in Svezia, insieme a Nordea, Handelsbanken e SEB. Nel 2001, un accordo per unire Swedbank (allora FSB) con SEB fallì poiché la Commissione europea riteneva che la società risultante dalla concentrazione avrebbe avuto una posizione troppo dominante sul mercato bancario svedese. Oggi, Swedbank ha 4,1 milioni di clienti privati in Svezia.